# Амиранашвили, Пётр Варламович
Пётр (Петре) Варла́мович Амиранашви́ли (груз. პეტრე ვარლამის ძე ამირანაშვილი; 1907—1976) — грузинский, советский оперный певец (баритон), педагог. Народный артист СССР (1950).

## Биография
Родился 3 (16) ноября 1907 года (по другим источникам — в 1906 году) в селе Нигоити (ныне в крае Гурия, Грузия).
В 1930 году окончил Тбилисскую консерваторию (класс О. А. Бахуташвили-Шульгиной).
С 1930 года — солист Тбилисского театра оперы и балета им. З. П. Палиашвили.
Выступал в концертах и как камерный певец.
С 1955 года гастролировал за рубежом (КНР, Иран, Турция, Чехословакия, Польша).
В 1962—1976 годах преподавал в Тбилисской консерватории.
Пётр Аминарашвили скончался 26 ноября 1976 года (по другим источникам — 26 декабря) в Тбилиси. Похоронен в Дидубийском пантеоне.

### Семья
- Жена — Надежда Цомая (1904—1973), оперная певица. Народная артистка Грузинской ССР (1943)
- Дочь — Медея Амиранашвили (1930—2023), оперная певица. Народная артистка СССР (1976)
- Сын — Давид Амиранашвили
- Внучка — Маринэ Парулава, певица.

## Звания и награды
- Народный артист Грузинской ССР (1943)
- Народный артист СССР (1950)
- Народный артист Армянской ССР (1974)
- Сталинская премия первой степени (1947 — за исполнение партии Автандила в опере «Сказание о Тариэле» Ш. М. Мшвелидзе)
- Государственная премия Грузинской ССР им. З. П. Палиашвили (1971)
- Орден Ленина (1950)
- Четыре ордена Трудового Красного Знамени (14.01.1937 — за выдающиеся заслуги в деле развития грузинского оперного искусства, грузинской музыки, песен и танцев, 1946, 1958, 1966)
- Медали

## Творчество

### Оперные партии
- «Сказание о Тариэле» Ш. М. Мшвелидзе — Автандил
- «Абесалом и Этери» З. П. Палиашвили — Мурман
- «Даиси» З. П. Палиашвили — Киазо
- «Латавра» З. П. Палиашвили — Энгичар
- «Дареджан Коварная» М. А. Баланчивадзе — Гоча
- «Разбойник Како» А. К. Андриашвили — Како
- «Хевисбери Гоча» Ш. И. Азмайпарашвили — Гоча
- «Миндия» О. В. Тактакишвили — Чалхи
- «Евгений Онегин» П. И. Чайковского — Онегин
- «Пиковая дама» П. И. Чайковского — Томский
- «Демон» А. Г. Рубинштейна — Демон
- «Аида» Дж. Верди — Амонасро
- «Риголетто» Дж. Верди — Риголетто
- «Травиата» Дж. Верди — Жермон
- «Трубадур» Дж. Верди — ди Луна
- «Тоска» Дж. Пуччини — Скарпиа
- «Фауст» Ш. Гуно — Валентин
- «Кармен» Ж. Бизе — Эскамильо
- «Паяцы» Р. Леонкавалло — Тонио
- «Богдан Хмельницкий» К. Ф. Данькевича — Богдан Хмельницкий
- «Князь Игорь» А. П. Бородина — Князь Игорь
- «Отелло» Дж. Верди — Яго
- «Севильский цирюльник» Дж. Россини — Фигаро
- «Царская невеста» Н. А. Римского-Корсакова — Грязной

### Роли в кино
- 1948 — Кето и Котэ — князь Леван